# Superman (песня Эминема)
«Superman» — песня Эминема, записанная совместно с Dina Rae, выпущена в 2002 году на всемирно известном альбоме «The Eminem Show». Как сингл была выпущена только в США, в 2003 году. Сингл дебютировал на 15-м месте в чарте Billboard Hot 100.
Песня о скалистых отношениях и разнородных характерах девушки Эминема, которая была в его жизни и о том, как он планирует иметь дело с этим. В 2008 году в автобиографии Эминема, «The Way I Am», Эминем написал что эта песня о слухах про его отношения с певицей Мэрайей Кэри.

## Музыкальное видео
В съемках клипа участвует порнозвезда Джина Линн. Клип без цензуры можно было найти только на DVD-издании фильма 8 Миля с Эминемом в главной роли. Видео также может отличаться от версии на Vevo.
Шеннон Элизабет была первой кандидаткой на видео, но она отказалась сниматься из-за того, что Эминем и Элизабет не могли прийти к соглашению.

## Список композиций
CDS (CD-сингл)
| №  | Название                    | Автор(ы)                     | Producer(s)       | Длительность |
| -- | --------------------------- | ---------------------------- | ----------------- | ------------ |
| 1. | «Superman» (feat. Dina Rae) | M. Mathers, J. Bass, S. King | Eminem, Jeff Bass | 5:50         |

VLS (Vinyl-сингл)
| №  | Название                      | Автор(ы)                     | Producer(s)       | Длительность |
| -- | ----------------------------- | ---------------------------- | ----------------- | ------------ |
| 1. | «Superman (Clean Radio Edit)» | M. Mathers, J. Bass, S. King | Eminem, Jeff Bass | 4:41         |
| 2. | «Superman (Album Version)»    | M. Mathers, J. Bass, S. King | Eminem, Jeff Bass | 5:48         |
| 3. | «Superman (Instrumental)»     | M. Mathers, J. Bass, S. King | Eminem, Jeff Bass | 5:50         |
| 4. | «Superman (Acapella)»         | M. Mathers, J. Bass, S. King | Eminem, Jeff Bass | 5:46         |

## Чарты
| Chart (2003)                         | Peak Position |
| ------------------------------------ | ------------- |
| New Zealand RIANZ Singles Chart      | 42            |
| U.S. Billboard Hot 100               | 15            |
| U.S. Billboard Hot R&B/Hip-Hop Songs | 26            |
| U.S. Billboard Hot Rap Tracks        | 6             |